# Jonathan Swedberg
Jonathan Swedberg, född 23 augusti 2002, är en svensk backhoppare som tävlar för Sollentuna BHK. Swedberg är enfaldig svensk mästare i normalbacke. Han deltog även i Juniorvärldsmästerskapen i nordisk skidsport 2020 i Oberwiesenthal. 2020 tilldelades han stipendiet Hjärtat slår av det svenska skidförbundet.